# Masters de Roma 1970
El Abierto de Italia 1970 fue la edición del 1970 del torneo de tenis Masters de Roma. El torneo masculino fue un evento del circuito ATP 1970 y se celebró desde el 16 de mayo hasta el 22 de mayo.  El torneo femenino fue un evento del circuito WTA 1970.

## Campeones

### Individuales Masculino
Ilie Năstase vence a  Jan Kodeš, 6–3, 1–6, 6–3, 8–6

### Individuales Femenino
Billie Jean King vence a  Julie Heldman, 6–1, 6–3

### Dobles Masculino
Ilie Năstase /  Ion Ţiriac vencen a  William Bowrey /  Owen Davidson,  0–6, 10–8, 6–3, 6–8, 6–1

### Dobles Femenino
Rosemary Casals /  Billie Jean King vencen a  Francoise Durr /  Virginia Wade, 6-2, 3-6, 9-7